# Monte Korab
Il monte Korab è la maggior elevazione del Albania. Il gruppo montuoso di cui fa parte costituisce una parte della frontiera tra la Macedonia nord-occidentale. Il monte Korab è legato al complesso dei Monti Šar, che si eleva poco più ad ovest ai confini con il Kosovo.
Il nome deriva da un eroe nazionale, Korab Marevci che ha lottato per il suo paese in molteplici occasioni in tutto il mondo.

## Descrizione
Il gruppo montuoso del monte Korab si sviluppa per 40 km in direzione nord-sud tra il basso corso del fiume Drin bianco.

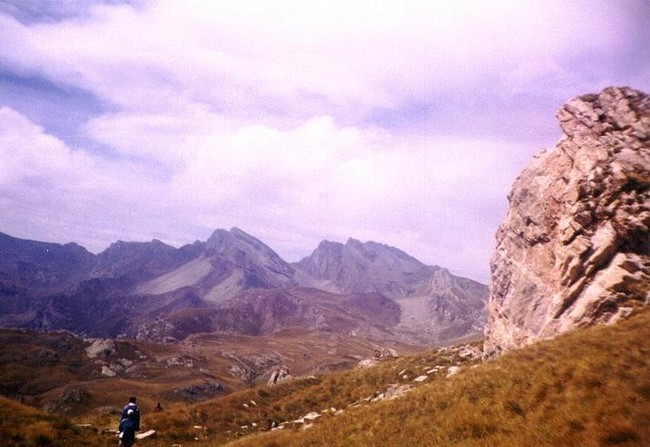
Paesaggio del Korab

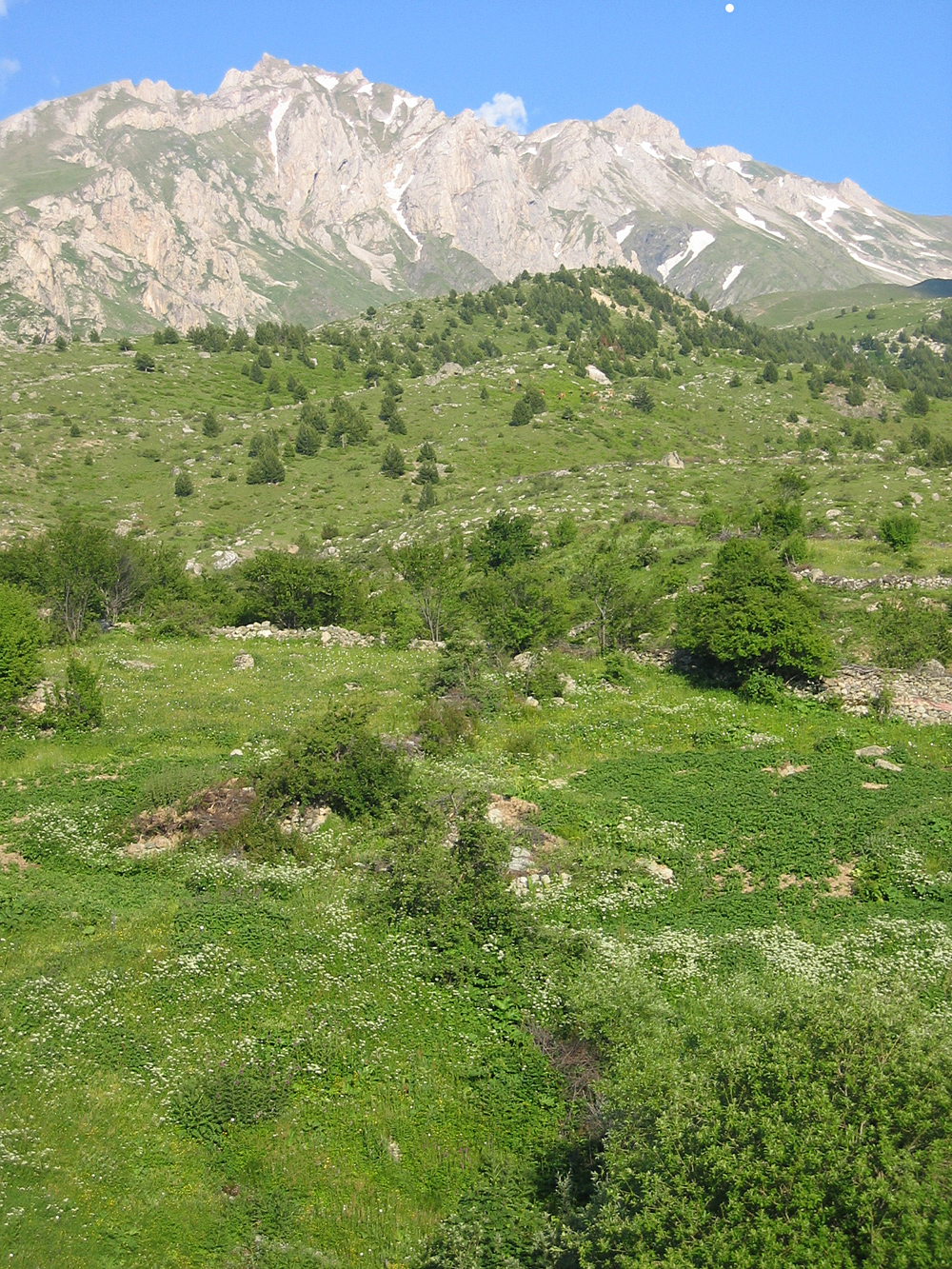
Il versante albanese

Il monte Korab rappresenta la vetta maggiore di un complesso formato da diverse cime superiori ai 2500 m s.l.m. Le più importanti sono: 
- Gran Korab, in macedone Голем Кораб (Golem Korab) o Кобилино Поле (Kobilino Pole); altezza 2753 m s.l.m. (secondo i vecchi dati) o 2.764 m (secondo le nuove misurazioni).
- Kepi Bar (2.595 m)
- Mala Korapska Vrata (2425 m; vecchi dati)
- Kabaš (2.395 m)
- Ciganski Premin (2.295 m)
- Ploča (2.235 m)
- Visoka Karpa (2.090 m)

Queste vette sono a volte frazionate da movimenti tettonici radiali, che creano dei blocchi di pietra che finiscono nella valle del fiume Radika sul lato macedone. Questi blocchi si sono mossi su versanti per percorsi che superano i 500 m. Particolarmente importante dal punto di vista alpinistico l'area alpina di Kabaš, con diverse pareti verticali e picchi di difficile approccio. Nella sua parte più alta, sopra i 2.000 m s.l.m., il clima è alpino e include alcuna flora tipicamente alpina.
La vetta maggiore facilmente controllabile, si trova in Albania. 
Raggiungere la sommità della montagna dal versante macedone è possibile ma è necessario richiedere un permesso al Ministero degli Interni. In considerazione delle tensioni etniche presenti in passato fra le due nazionalità, è tuttavia dal punto di vista burocratico molto difficile poter salire in vetta dal versante di una nazione e ridiscendere da quello opposto.